# Peter van den Berg
 (avril 2020).
Si vous disposez d'ouvrages ou d'articles de référence ou si vous connaissez des sites web de qualité traitant du thème abordé ici, merci de compléter l'article en donnant les références utiles à sa vérifiabilité et en les liant à la section « Notes et références ».
Peter van den Berg, né le 19 décembre 1971 à Rotterdam, est un footballeur puis entraîneur néerlandais. Il évolue au poste de défenseur de la fin des années 1980 à la fin des années 2010.

## Biographie
Peter van den Berg commence sa carrière à l'Excelsior Rotterdam. Il reste six saisons dans ce club.
Il évolue ensuite dans d'autres clubs néerlandais, notamment le RKC Waalwijk et le FC Den Bosch.
Il joue 3 matchs en Coupe de l'UEFA avec le Feyenoord Rotterdam lors de la saison 2003-2004.

## Palmarès
- Champion des Pays-Bas de D2 en 1998 avec l'AZ Alkmaar